# Cake Entertainment
Cake Entertainment Ltd (CAKE) è una società indipendente specializzata nella produzione, distribuzione, finanziamento e sviluppo di marchi di intrattenimento per bambini e famiglie; fondata nel 2002, ha sede a Londra ed è guidata da Ed Galton e Tom van Waveren.
CAKE lavora con produttori di animazione e contenuti live-action, tra cui Rovio Entertainment Ltd, Fresh TV, Channel X e Animation Collective.
Collabora con società di produzione come Anima Estudios (Polli spaziali nello spazio per Disney EMEA), Paper Owl Films (Pablo per CBeebies), TeamTO (Codice Angelo, Mike il carlino), Thuristar (Mico e i FuFunghi), Cheeky Little Media e Kickstart Entertainment coproducono nuovo materiale di intrattenimento e sviluppano questi marchi. 
Nel 2018 era più votato 'Best International Distributor' da aAnimation Magazine e No 2 Distributore a di Kidscreen 2018 Hot50.

## Distribuzione

### Pre-scuola
- Treasure Trekkers
- Kiri e Lou
- Pablo
- Kiddets
- Il WotWots
- Space Racers
- Pronto Jet Go!
- Olobob Top
- Wanda e l'alieno
- Il circo itinerante di Toby
- Ellen's Acres
- Le avventure di Lah-Lah
- Woozle & Pip
- Ella Bella Bingo
- Tom e la fetta di pane con marmellata di fragole e miele (ma i bambini grandi / adolescenti / adulti possono ancora guardare questo spettacolo)
- Gatto papavero
- Guarisci presto
- Il teatro di Esopo
- Il Razzberry Jazzberry Jam
- Piccoli pianeti

### 6-12 anni
- Polli spaziali nello spazio
- Mike il carlino
- A tutto reality - L'isola
- A tutto reality - Azione!
- A tutto reality - Il tour
- A tutto reality - La vendetta dell'isola
- A tutto reality - All-Stars
- A tutto reality - L'isola di Pahkitew
- A tutto reality presenta: Missione Cosmo Ridicola
- A tutto reality: le origini
- Codice Angelo
- L'apprendista cavaliere
- Angry Birds Toons
- Angry Birds Stella
- Piggy Tales
- Angry Birds Blues
- Bottersnikes &amp; Gumbles
- Trunk Train
- Clay Kids
- L'Oasi di Oscar
- Skunk Fu!
- Doodlez
- Stoked - Surfisti per caso
- I disastri di Re Artù
- Kappa Mikey
- Eliot Kid
- Tre consegna
- Doodlez
- HTDT
- Thumb Wrestling Federation
- Congelato in tempo
- La lista dei cattivi
- Abominevole Natale
- Sotto gli involucri
- Una vacanza mostruosa
- Caro Dracula
- Lucas The Spider

### live-action
- Così imbarazzante
- Il mistero dello sparticolo
- Equipaggio incredibile
- Dead Gorgeous
- Aifric

## Produzioni
- Mama K Team 4 (Netflix)[5]
- Angry Birds: Summer Madness (Netflix)
- Pablo (CBeebies, RTÉjr)
- Space Chickens in Space (Disney XD, Channel 9)
- Angelo Rules (TéléTOON +, Super RTL, France Télévisions)
- Bottersnikes and Gumbles (Netflix, CBBC, 7)
- Skunk Fu! ( Super RTL, TG4, Telegael)
- Hareport

## Popcorn digitale
Fondata da CAKE, Popcorn Digital è un creatore di contenuti digitali per bambini e famiglie. Funziona con marchi leader tra cui Angry Birds, Pablo, Ferly, Angelo Rules e Oscar's Oasis. 